# 東経141度線
東経141度線（とうけい141どせん）は、本初子午線面から東へ141度の角度を成す経線である。北極点から北極海、アジア、太平洋、オーストラレーシア、インド洋、南極海、南極大陸を通過して南極点までを結ぶ。東経141度線は、西経39度線と共に大円を形成する。

## 境界

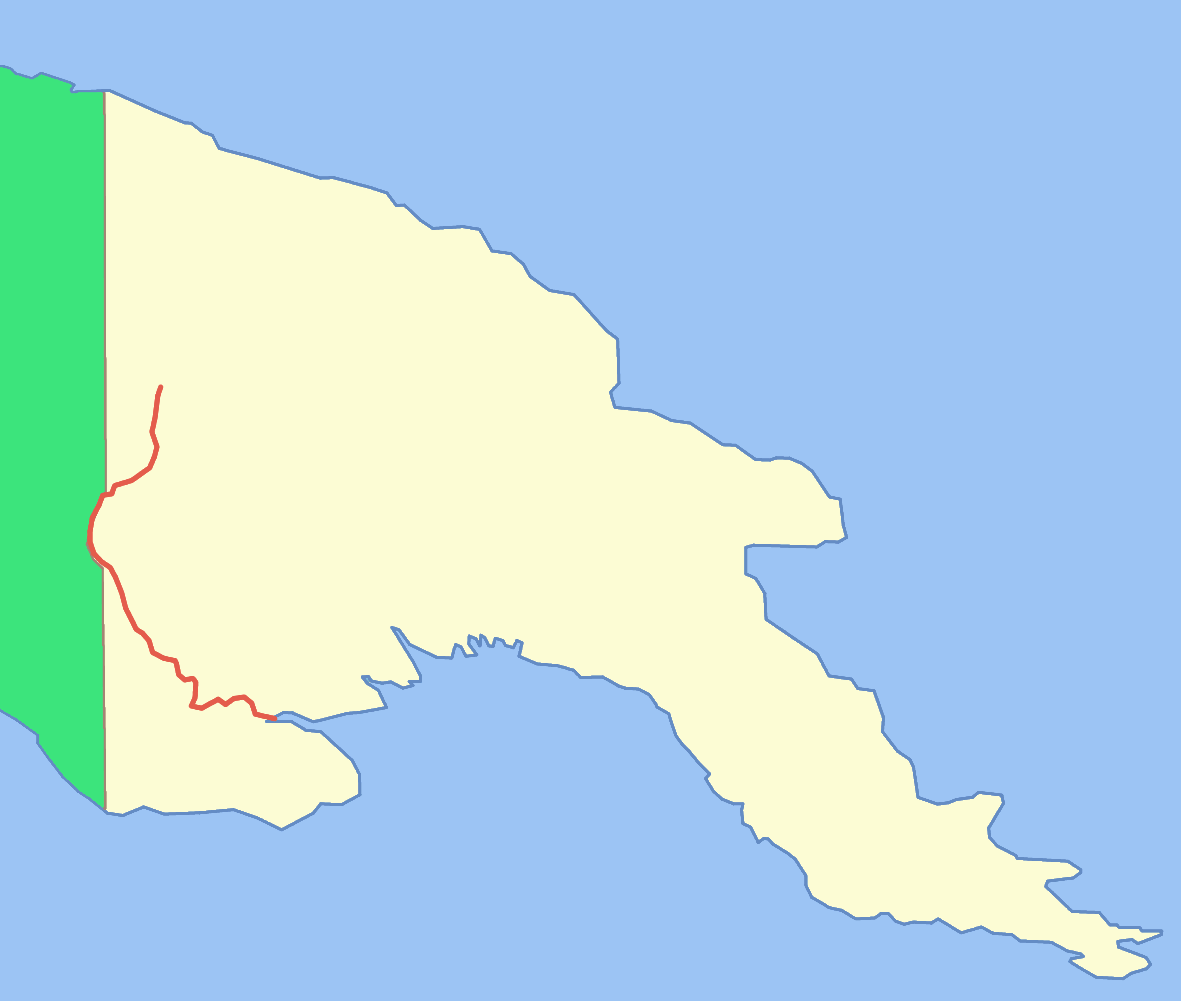
フライ川と国境

オーストラリアにおける東経141度線

ニューギニア島では、東経141度線がインドネシアとパプアニューギニアの国境の一部になっている。東経141度線はフライ川と2度交わるが、2つの交点の間はフライ川が国境となっている。南の交点より南は、東経141度線よりわずかに東に平行して国境線が引かれている。
オーストラリアでは、東経141度線が南オーストラリア州の東の境界の一部になっており、クイーンズランド州・ニューサウスウェールズ州と接する。南オーストラリア州とビクトリア州との境界は、本来は正確に東経141度線であるが、測量時の誤りにより約3.6km西にずれた東経140°57'45"線になっている。

## 通過する地域一覧
東経141度線は、北極点から南極点まで南に向かって以下の場所を通っている。
| 地理座標                                               | 国土・領土・領海                      | 備考 |
| ------------------------------------------------------ | ------------------------------------- | --- |
| 北緯90度0分 東経141度0分 / 北緯90.000度 東経141.000度  | 北極海                                | |
| 北緯76度1分 東経141度0分 / 北緯76.017度 東経141.000度  | ロシア                                | ノヴォシビルスク諸島・ゼム・ブンゲ |
| 北緯74度54分 東経141度0分 / 北緯74.900度 東経141.000度 | 東シベリア海                          | サンニコフ海峡 |
| 北緯74度15分 東経141度0分 / 北緯74.250度 東経141.000度 | ロシア                                | ノヴォシビルスク諸島・小リャーホフスキー島 |
| 北緯73度59分 東経141度0分 / 北緯73.983度 東経141.000度 | 東シベリア海                          | サンニコフ海峡 |
| 北緯73度47分 東経141度0分 / 北緯73.783度 東経141.000度 | ロシア                                | ノヴォシビルスク諸島・大リャーホフスキー島（英語版） |
| 北緯73度23分 東経141度0分 / 北緯73.383度 東経141.000度 | 東シベリア海                          | ドミトリー・ラプテフ海峡（英語版） |
| 北緯72度52分 東経141度0分 / 北緯72.867度 東経141.000度 | ロシア                                | |
| 北緯72度42分 東経141度0分 / 北緯72.700度 東経141.000度 | ラプテフ海                            | |
| 北緯72度33分 東経141度0分 / 北緯72.550度 東経141.000度 | ロシア                                | |
| 北緯58度25分 東経141度0分 / 北緯58.417度 東経141.000度 | オホーツク海                          | |
| 北緯53度24分 東経141度0分 / 北緯53.400度 東経141.000度 | ロシア                                | |
| 北緯51度40分 東経141度0分 / 北緯51.667度 東経141.000度 | 間宮海峡                              | 海馬島（北緯46度13分 東経141度11分 / 北緯46.217度 東経141.183度）の西を通過 |
| 北緯45度26分 東経141度0分 / 北緯45.433度 東経141.000度 | 日本                                  | 礼文島 |
| 北緯45度21分 東経141度0分 / 北緯45.350度 東経141.000度 | 日本海                                | 北緯45度20分 東経141度0分 / 北緯45.333度 東経141.000度付近で礼文島の西側にある「かね忠ノ島」を通過 |
| 北緯43度14分 東経141度0分 / 北緯43.233度 東経141.000度 | 日本                                  | 北海道 — 後志総合振興局 — 石狩振興局札幌市（北緯43度2分 東経141度0分 / 北緯43.033度 東経141.000度から） — 後志総合振興局（北緯42度59分 東経141度0分 / 北緯42.983度 東経141.000度から） — 胆振総合振興局（北緯42度42分 東経141度0分 / 北緯42.700度 東経141.000度から） - チキウ岬を通過                                                                               |
| 北緯42度18分 東経141度0分 / 北緯42.300度 東経141.000度 | 太平洋                                | |
| 北緯41度54分 東経141度0分 / 北緯41.900度 東経141.000度 | 日本                                  | 北海道 — 渡島半島 — 渡島総合振興局 |
| 北緯41度43分 東経141度0分 / 北緯41.717度 東経141.000度 | 津軽海峡                              | |
| 北緯41度29分 東経141度0分 / 北緯41.483度 東経141.000度 | 日本                                  | 本州 — 下北半島 — 青森県 |
| 北緯41度12分 東経141度0分 / 北緯41.200度 東経141.000度 | 陸奥湾                                | |
| 北緯40度56分 東経141度0分 / 北緯40.933度 東経141.000度 | 日本                                  | 本州 — 青森県 — 岩手県（北緯40度13分 東経141度0分 / 北緯40.217度 東経141.000度から） — 宮城県（北緯38度53分 東経141度0分 / 北緯38.883度 東経141.000度から） |
| 北緯38度14分 東経141度0分 / 北緯38.233度 東経141.000度 | 太平洋                                | 仙台湾 |
| 北緯37度46分 東経141度0分 / 北緯37.767度 東経141.000度 | 日本                                  | 本州 — 福島県 |
| 北緯37度6分 東経141度0分 / 北緯37.100度 東経141.000度  | 太平洋                                | 日本・西之島（北緯27度15分 東経140度54分 / 北緯27.250度 東経140.900度）の東を通過 |
| 南緯2度36分 東経141度0分 / 南緯2.600度 東経141.000度   | インドネシア・ パプアニューギニア国境 | |
| 南緯6度19分 東経141度0分 / 南緯6.317度 東経141.000度   | パプアニューギニア                    | フライ川に沿って国境線が西にずれる |
| 南緯6度53分 東経141度0分 / 南緯6.883度 東経141.000度   | インドネシア                          | パプアニューギニアとの国境が約2km東に平行している |
| 南緯9度7分 東経141度0分 / 南緯9.117度 東経141.000度    | アラフラ海                            | |
| 南緯11度2分 東経141度0分 / 南緯11.033度 東経141.000度  | カーペンタリア湾                      | |
| 南緯16度57分 東経141度0分 / 南緯16.950度 東経141.000度 | オーストラリア                        | クイーンズランド州 南オーストラリア州・クイーンズランド州境（南緯26度0分 東経141度0分 / 南緯26.000度 東経141.000度から） 南オーストラリア州・ニューサウスウェールズ州境（南緯29度0分 東経141度0分 / 南緯29.000度 東経141.000度から） ビクトリア州（南緯34度1分 東経141度0分 / 南緯34.017度 東経141.000度から） - 南オーストラリア州との州境が約3km西に平行している。 |
| 南緯38度4分 東経141度0分 / 南緯38.067度 東経141.000度  | インド洋                              | オーストラリア当局は当海域が南極海の一部である旨を主張している[1][2] |
| 南緯60度0分 東経141度0分 / 南緯60.000度 東経141.000度  | 南極海                                | |
| 南緯66度46分 東経141度0分 / 南緯66.767度 東経141.000度 | 南極大陸                              | アデリーランド - フランスが領有権主張 |